# Премия Эрнеста Лоуренса
Премия Эрнеста Орландо Лоуренса (англ. Ernest Orlando Lawrence Award) — высшее отличие Министерства энергетики США, за достижения в области естественных наук, информатики, национальной безопасности. Именована в честь нобелевского лауреата Эрнеста Орландо Лоуренса. Вручается сертификат, золотая медаль и 20 тысяч долларов. Присуждается учёным США, находящимся в середине своей карьеры, раз в 1-3 года, с 1960 года. Премией награждены 15 лауреатов Нобелевской премии.

## Наиболее известные лауреаты
- 1960 — Исадор Перлман, Норман Рамзей, Элвин Вайнберг
- 1961 — Вольфганг Панофский
- 1962 — Ричард Фейнман, Герберт Йорк
- 1963 — Лео Джеймс Рейнуотер
- 1966 — Гарольд Агню, Марри Гелл-Ман
- 1968 — Джеймс Арнольд,  Вал Фитч
- 1970 — Эндрю Сесслер
- 1975 — Бертон Рихтер, Сэмюэл Тинг
- 1976 — Джеймс Уотсон Кронин
- 1977 — Джеймс Бьёркен
- 1981 — Ли Юаньчжэ
- 1982 — Митчелл Фейгенбаум
- 1984 — Роберт Лафлин
- 1986 — Густавус Джеймс Симмонс
- 1988 — Мэри Гайар
- 1991 — Питер Шульц, Ричард Смолли
- 1993 — Карл Виман
- 1994 — Джордж Смут
- 1998 — Ахмед Зевейл, Джоанна Фоулер
- 2002 — Сол Перлмуттер
- 2006 — Павлос Аливизатос
- 2014 — Каролин Бертоцци, Ян Пэйдун